# Julián Gayarre
Sebastián Julián Gayarre Garjón (Roncal, Navarra 9 de gener de 1844 – Madrid, 2 de gener de 1890), va ser un tenor espanyol.

## Biografia
Va néixer el 9 de gener de 1844 a Roncal (Navarra), en el sí d'una família humil. Després d'abandonar l'escola, una vegada acabats els estudis elementals, amb només tretze anys, va començar a guanyar-se la vida com pastor. Dos anys després el seu pare decidí enviar-lo a Pamplona, per a treballar com a dependent d'un petit establiment. Ací és on es produí el seu primer contacte amb la música, deixant el negoci abandonat per a seguir a una banda de música que va passar desfilant per davant de la botiga. Això li va costar que el despatxaren, i va tornar a Roncal. Posteriorment, va treballar en una forja, a Lumbier, que va deixar als 18 anys, quan va decidir tornar a Pamplona per a instal·lar-se com a ferrer. Gayarre tenia per costum cantar mentre treballava, per la qual cosa un company li va oferir apuntar-se a l'acabat de crear Orfeó Pamplonès que dirigia Joaquín Maya, que el va admetre com a primer tenor en escoltar la veu del jove Gayarre. Així va entrar en contacte amb el món del solfeig de la mà del mètode d'Hilarión Eslava, mestre navarrès de Burlata, qui el va ajudar a anar al Conservatori de Madrid com a becari, on va guanyar el segon premi de cant l'any 1868.
Amb 25 anys i després de ser rebutjat pel mestre Gaztambide, va tornar fracassat a Pamplona.
Els seus protectors i amics de Pamplona li van aconseguir una beca de la Diputació Foral de Navarra que el va portar a estudiar a Milà, on va aconseguir un èxit clamorós en tan sols tres mesos. A partir d'aquest moment la seua carrera va ser imparable.
Va triomfar a Bolonya, Roma, en el Teatre Mariïnski de Sant Petersburg, on va cantar per primera vegada la seua òpera predilecta, La favorita, Moscou, Viena… La seua consagració definitiva va arribar el 2 de gener de 1876, en La Scala de Milà amb La favorita, obra que el va col·locar com a primer tenor del món.
Les seues actuacions a Londres, Buenos Aires, Àustria, Alemanya, al Teatre Real de Madrid, Sevilla, Liceu de Barcelona, Nàpols, l'Òpera de París… li van valdre el sobrenom de «senza rivali, le roi du chant».
Al desembre de 1889, a Madrid, va accedir a cantar Els pescadors de perles, tot i trobar-se malalt. Va eixir a escena i en atacar una nota aguda se li va trencar la veu i va patir un esvaïment. Va caure en una profunda depressió clínica, que el porta a la mort per suïcidi a la matinada del 2 de gener de 1890, a l'edat de 46 anys.(vegeu notes de discussió en pestanya adjunta: Gayarre va morir víctima d'una broncopneumònia en el lòbul inferior del pulmó dret, contra la qual no va poder fer res el seu cor ja enflebit. Aquesta malaltia va ser diagnosticada pels doctors San Martín i Cortezo. En tot moment va ser acompanyat pel canonge de Sant Genís, Fermí Echevarría qui li donà l'extremunció. Aquests fets estan relatats a la seva biografia "Julián Gayarre. Un tenor històrico. Un Navarro universal" editat pel Govern de Navarra, i al web de la Fundación Julián Gayarre.

## A la seva memòria
A Roncal, el seu poble natal, es troba el panteó-mausoleu erigit en el seu honor, obra de Marià Benlliure, així com la casa que va regalar als seus pares, avui convertida en casa-museu. L'amor que va sentir pel seu poble natal el va portar a regalar al poble la construcció de les escoles, així com el frontó.
L'any 1902 s'inaugurà en Pamplona el Teatre Gayarre, en memòria del tenor.
El seu gran amic el pianista i compositor navarrès, Dámaso Zabalza (1835-1894, li dedicà el cant Las campanas del Roncal. I el també amic seu i compositor català, Manuel Giró i Ribé li dedicà en la seva mort una missa de Rèquiem que fou estrenada temps després en el Liceu i el teatre Líric de Barcelona.

## Filmografia
- 1959 — Es va estrenar la pel·lícula titulada Gayarre de Domingo Viladomat, protagonitzada pel tenor canari Alfredo Kraus Trujillo.
- 1986 — José María Forqué va dirigir Romanza final (Gayarre) protagonitzada pel tenor Josep Carreras.